# Johannes Krisch
Johannes Krisch (Bécs, 1966. december 8. –) osztrák színész.

## Élete
Krisch először asztalosként tanult, de színészkedni is tanult. 1986-ban szabadúszó színészként kezdett dolgozni Bécsben. 1989 óta Krisch a bécsi Burgtheater társulati tagja.
2021-ben a gutensteini Raimundspiele ünnepi játékok színművészeti fesztivál művészeti vezetője lett.
Krischnek három fia és egy lánya van. 2020 nyara óta házas Larissa Fuchs színésznővel.

## Válogatott filmográfia
- Revanche (2008)
- The Fatherless (2011)
- 360 (film, 2011)
- A hallgatás útvesztője (2014)
- Jack (2015)
- Original Bliss (2016)
- Sötétben (2017)
- Die Toten von Salzburg – Mordwasser (2019)
- Egy rejtett élet (2019)
- Narziss und Goldmund (2020)